# NGC 1398
NGC 1398 (другие обозначения — ESO 482-22, MCG −4-9-40, AM 0336-263, IRAS03367-2629, PGC 13434) — спиральная галактика в созвездии Печь.
Этот объект входит в число перечисленных в оригинальной редакции «Нового общего каталога».
В галактике вспыхнула сверхновая SN 1996N типа Ib/c. Её пиковая звёздная величина составила 16.